# روبرت جينجيرارد
روبرت جينجيرارد (بالإنجليزية: Robert Jeangerard)‏ مواليد 20 يونيو 1933 في إيفانستون - الوفاة 5 يوليو 2014، كان لاعب كرة سلة أمريكي. بلغ طوله 6 قدم 3 بوصة (1.9 م). شارك في مسابقة كرة السلة في الألعاب الأولمبية الصيفية.

## الميداليات
| الميدالية | المسابقة                       |
| --------- | ------------------------------ |
| ذهبية     | الألعاب الأولمبية الصيفية 1956 |

## روابط خارجية
- روبرت جينجيرارد على موقع الاتحاد الدولي لكرة السلة (الإنجليزية)
- روبرت جينجيرارد على موقع كلية كرة السلة في سبورتس رفرنس.كوم (الإنجليزية)
- روبرت جينجيرارد على موقع سبورتس رفرنس (الإنجليزية)
- روبرت جينجيرارد على موقع أوليمبيديا (الإنجليزية)